# Newtown (contea di Bucks)
Newtown  è una township degli Stati Uniti d'America, nella contea di Bucks nello Stato della Pennsylvania. Secondo il censimento del 2010 la popolazione è di 19.299 abitanti.

## Società

### Evoluzione demografica
La composizione etnica vede una maggioranza di quella bianca ( 89,3%), seguita dagli asiatici (2,1%) dati del 2010.
| township di Newtown Popolazione |        |
| 2000                            | 18.206 |
| 2010                            | 19.299 |